# スタニスワフ・ルボミルスキ (1722-1782)
スタニスワフ・ルボミルスキ（ポーランド語：Stanisław Lubomirski、1722年12月25日 - 1783年8月12日）は、ポーランド・リトアニア共和国の大貴族、公（帝国諸侯）。1752年より王冠領近衛隊長（Strażnik）、1766年より王冠領宮内長官の地位にあった。

## 生涯
チェルニフフ県知事ユゼフ・ルボミルスキ公（スタニスワフ・ヘラクリュシュ・ルボミルスキの三男）の息子に生まれ、1753年にルーシ県知事アウグスト・アレクサンデル・チャルトリスキ公の娘イザベラと結婚して、チャルトリスキ家の指導する「ファミリア」の仲間入りをした。以後、「ファミリア」を指導する立場につき、1764年の国王自由選挙では同派の推す国王候補の一人となったが、王座はロシア女帝エカチェリーナ2世の支持を受けた妻の従弟スタニスワフ・アウグスト・ポニャトフスキに渡った。国王が「ファミリア」と距離をおくと義弟アダム・カジミェシュ・チャルトリスキと共に反国王派勢力として活動した。ワィンツト、ヴィシニチュ、プシェヴォルスクの領主だったが、1753年に「ファミリア」がヤヌシュ・アレクサンデル・サングシュコ公の相続していたオストロフのオルディナツィアを分割した際、その一部をも獲得している。
4人の娘の多くは有力政治家に嫁いだ。長女エルジュビェタと次女アレクサンドラはそれぞれイグナツィ・ポトツキ伯爵（のち王冠領宮内長官）とスタニスワフ・コストカ・ポトツキ伯爵（のちワルシャワ公国文部大臣、宰相）の兄弟と結婚し、三女コンスタンツィアはルボミルスキの甥のセヴェリン・ジェヴスキ（のち王冠領野戦ヘトマン）に嫁いだ。末娘のユリアはエジプト学者で小説家として知られるヤン・ポトツキ伯爵に縁づいた。

## 叙勲
- 白鷲勲章…1757年8月3日